# Seewen (Solura)
Seewen (gsw. Seebe) – miejscowość i gmina w północnej Szwajcarii, w kantonie Solura, w jednostce administracyjnej (Amtei) Dorneck-Thierstein, w okręgu Dorneck. Na terenie gminy leży jezioro Baslerweiher.

## Demografia
W Seewen mieszkają 1 052 osoby. W 2021 roku 9,7% populacji gminy stanowiły osoby urodzone poza Szwajcarią. 